# Alu Alchanov
Alu Dadaševič Alchanov (rusky Алу Дадашевич Алханов; * 20. ledna 1957, Kazašská SSR) je rusko-čečenský politik čečenské národnosti, který se stal v roce 2004 po prozatímním prezidentu Sergeji Abramovi oficiálně třetím, neoficiálně druhým řádně zvoleným prezidentem Čečenské republiky.

## Životopis
Narodil se v roce 1957 v bývalé Kazašské sovětské socialistické republice. V 60. letech 20. století se rodina přestěhovala do Urus-Martan, centrální části Čečenska.

### Ruskem dosazený prezident Čečenské republiky (2004–2007)
V předčasných prezidentských volbách, konaných z důvodu úmrtí prezidenta Achmata Kadyrova v neděli dne 29. srpna 2004, se stal jako Ruskem podporovaný kandidát a bývalý ministr vnitra se ziskem 73,48 % odevzdaných hlasů novým prezidentem země. V úřadu tak nahradil prozatímního prezidenta a současně i předsedu vlády země Sergeje Abramova, jenž se rozhodl již dále nekandidovat.
Za jeho úřadování také tehdejší předseda vlády země Ramzan Kadyrov v roce 2006 oznámil, že byl ruskými speciálními silami úspěšně zabit čečenský separatistický vůdce Abdul Chalim Sajdullajev, jenž převzal pozici po zavražděném Aslanu Maschadovi.
Ještě 12. února 2007 popíral všechna slova o svém zamýšleném odchodu z funkce, o tři dny později jej však již ruský prezident Vladimir Putin přeřadil na pozici náměstka ministra spravedlnosti Ruské federace a Ramzan Kadyrov byl jmenován dočasnou hlavou země.